# Konflikt w Koreańskiej Strefie Zdemilitaryzowanej
Konflikt w Koreańskiej Strefie Zdemilitaryzowanej, nazywany przez niektórych historyków drugą wojną koreańską – seria starć zbrojnych o niskiej intensywności pomiędzy wojskami Korei Północnej a siłami Korei Południowej i Stanów Zjednoczonych, które miały miejsce w latach 1966–1969 w rejonie Koreańskiej Strefy Zdemilitaryzowanej.
Był to okres największego napięcia na półwyspie Koreańskim od czasu zakończenia wojny koreańskiej w 1953 roku.

## Tło
Wojna koreańska doprowadziła do ogromnych zniszczeń i strat ludzkich zarówno w Korei Północnej, jak i Południowej, i chociaż żadna ze stron nie wyrzekła się formalnych dążeń do zjednoczenia Korei, to również żadna z nich nie była w stanie doprowadzić do zjednoczenia na swoich warunkach.
We wrześniu 1956 roku przewodniczący Kolegium Połączonych Szefów Sztabów admirał Arthur W. Radford zakomunikował w rządzie amerykańskim, że wojsko ma zamiar wprowadzenia broni atomowej do Korei, na co zgodziła się Rada Bezpieczeństwa Narodowego Stanów Zjednoczonych i prezydent Dwight Eisenhower. Jednak paragraf 13(d) Porozumienia o zawieszeniu broni w Korei nakazywał, aby obie strony nie wprowadzały nowych rodzajów uzbrojenia do Korei, zapobiegając w ten sposób wprowadzeniu na półwysep broni jądrowej i ich środków przenoszenia. Stany Zjednoczone zdecydowały się jednostronnie unieważnić paragraf 13(d), łamiąc tym samym Porozumienie o zawieszeniu broni, pomimo obaw sojuszników w ONZ. Na spotkaniu Wojskowej Komisji Rozejmowej 21 czerwca 1957 roku Stany Zjednoczone poinformowały przedstawicieli Korei Północnej, że Dowództwo ONZ nie uważa się już za związane paragrafem 13(d) Porozumienia o zawieszeniu broni. W styczniu 1958 roku do Korei Południowej wysłano rakiety Honest John z głowicami nuklearnymi i działa atomowe kal. 280 mm, a w ciągu roku także miny atomowe i rakiety manewrujące Matador z głowicami nuklearnymi, obejmujące zasięgiem terytorium Chin i Związku Radzieckiego.
Korea Północna potępiła unieważnienie paragrafu 13(d) jako próbę zniszczenia Porozumienia o zawieszeniu broni i przekształcenia Korei w strefę wojny atomowej USA. Odpowiedzią było wykopanie potężnych podziemnych fortyfikacji odpornych na ataki nuklearne i wysunięcie do przodu rozmieszczenia sił konwencjonalnych, tak aby ewentualne użycie broni nuklearnej przeciwko niemu zagroziło również siłom Korei Południowej i USA. W 1963 roku Korea Północna zwróciła się do Związku Radzieckiego o pomoc w opracowaniu własnej broni nuklearnej, ale odmówiono jej tego. Później Chiny, po swoich udanych testach nuklearnych, podobnie odrzuciły północnokoreańskie prośby o pomoc w stworzeniu broni nuklearnej.
W Korei Północnej wycofanie się Chińskich Ochotników Ludowych w październiku 1958 roku pozwoliło Kim Ir Senowi skonsolidować swoją władzę i rozpocząć Ruch Ch’ŏllima w celu dokonania kolektywizacji rolnictwa oraz industrializacji kraju, aby zbudować bazę gospodarczą do siłowego zjednoczenia Korei. Korea Północna pozostała zależna od Związku Radzieckiego w zakresie technologii i od Chin w obszarze pomocy rolniczej.
Po wojnie w latach 50. Korea Południowa przez ponad dekadę pozostawała jednym z najbiedniejszych państw na świecie. W 1960 roku jej produkt krajowy brutto na mieszkańca wynosił 79 USD, co jest wartością niższą niż w większości krajów Ameryki Łacińskiej i niektórych krajów Afryki Subsaharyjskiej. Rewolucja kwietniowa, która w kwietniu 1960 roku zmusiła prezydenta Rhee Syng-mana do odejścia z urzędu, nastąpiła po krótkim okresie demokratyzacji, po którym zamach stanu doprowadził do przejęcia władzy przez generała Parka Chung-hee w maju 1961 roku. Pomimo zawirowań politycznych gospodarka Korei Południowej nadal się rozwijała, a na jej czele stał sektor przemysłowy. Szybki wzrost przemysłu rozpoczął się pod koniec lat 60., a produkt krajowy brutto na mieszkańca wzrósł ze 100 USD w 1964 do 1000 USD w 1977 roku.
10 grudnia 1962 roku Kim Ir Sen zaproponował Komitetowi Centralnemu Partii Pracy Korei nową strategię wojskową, kładącą większy nacisk na działania nieregularne, agitację i propagandę, która miała zostać osiągnięta do końca aktualnego Planu Siedmioletniego w 1967 roku.
W czerwcu 1965 roku prezydent Park podpisał traktat normalizujący stosunki z Japonią, który obejmował wypłatę reparacji i udzielanie pożyczek preferencyjnych od Japonii, co doprowadziło do wzrostu wymiany handlowej i inwestycji między dwoma krajami. W lipcu 1966 roku Korea Południowa i Stany Zjednoczone podpisały Porozumienie o statusie sił zbrojnych, ustanawiając bardziej równorzędne stosunki między sobą. Wraz ze wzrostem siły gospodarczej i gwarancją bezpieczeństwa ze strony Stanów Zjednoczonych, groźba konwencjonalnej inwazji z północy wydawała się coraz bardziej odległa. Po eskalacji wojny w Wietnamie i wzroście udziału w niej amerykańskich sił lądowych, Korea Południowa wysłała do Wietnamu Południowego we wrześniu 1965 roku Dywizję Stołeczną i 2 Brygadę Piechoty Morskiej, a następnie we wrześniu 1966 roku Dywizję Białego Konia.
Początek działań wojennych można datować od przemówienia wygłoszonego przez północnokoreańskiego przywódcę Kim Ir Sena 5 października 1966 roku na konferencji Partii Pracy Korei, gdzie zakwestionowano status quo, wynikający z Porozumienia o zawieszeniu broni z 1953 roku. Najwyraźniej dyktator ocenił, że podział sił wojska południowokoreańskiego i stale rosnące zaangażowanie USA w Wietnamie stworzyły środowisko, w którym działania nieregularne mogą odnieść sukces, którego nie udałoby się osiągnąć w wojnie konwencjonalnej. Kim uważał, że może doprowadzić do podziału między USA a Koreą Południową poprzez zbrojne prowokacje wymierzone w siły amerykańskie, które wraz z innymi konfliktami na całym świecie zmusiłoby USA do ponownej oceny sytuacji lub zrzeczenia się zobowiązań wobec Korei Południowej, umożliwiając Korei Północnej podżeganie do powstania na Południu, które obaliłoby administrację Parka.
Trwały kampanie propagandowe między Północą a Południem, takie jak nadawanie komunikatów przez głośniki w strefie zdemilitaryzowanej. Wznowiono rozdawanie ulotek w Korei Północnej, takie jak operacja Jilli z lat 1964–1968, w ramach której dostarczono na Północ kilkaset milionów ulotek propagandowych.

## Siły stron

### Korea Północna
W 1966 roku Koreańska Armia Ludowa rozmieściła osiem dywizji piechoty w rejonie strefy zdemilitaryzowanej, wspieranych przez osiem kolejnych dywizji piechoty, trzy zmotoryzowane dywizje piechoty, dywizję pancerną oraz zbiór samodzielnych brygad i pułków piechoty oraz czołgów. Całkowita liczebność północnokoreańskich sił zbrojnych wynosiła 386 000. Choć liczne, te konwencjonalne siły były mniejsze od wojsk lądowych Południa, liczących około 585 000 żołnierzy i mało prawdopodobne byłoby, aby Północ mogła zadać decydujący cios, zanim USA będą mogły rozmieścić dodatkowe siły w Korei.
Głównym niekonwencjonalnym ramieniem wojny było Biuro Rozpoznania Ministerstwa Obrony pod kontrolą operacyjną Departamentu Łączności Partii Pracy Korei, w skład którego wchodziła 17 Brygada Rozpoznania Pieszego oraz złożone wyłącznie z oficerów Jednostki 124 i 283. Wszystkie te formacje były doskonale wyszkolone i zindoktrynowane, posiadały umiejętności w zakresie sabotażu i taktyki małych oddziałów, zwykle działały w małych zespołach liczących po 2–12 ludzi, uzbrojonych w pistolety maszynowe PPS lub karabiny Kałasznikowa. Biuro Rozpoznania kontrolowało również 23 Brygadę Amfibijną, która używała specjalnie skonstruowanych łodzi zwiadowczych do operowania wzdłuż wybrzeża Korei Południowej. Biuro Rozpoznania mogło także używać konwencjonalnych sił armii i Marynarki Wojennej Koreańskiej Armii Ludowej do wspierania infiltracji i eksfiltracji swoich zespołów.
Oprócz ofensywnych sił nieregularnych Korea Północna wysłała również kilka tysięcy operatorów-agitatorów, aby wybierać, szkolić i nadzorować informatorów i rekruterów partyzanckich, podczas gdy inni próbowali powodować dezercje i bunty jednostek armii południowokoreańskiej i ogólnie podkopywać morale zarówno południowych Koreańczyków, jak i Amerykanów.

### Stany Zjednoczone i Korea Południowa
Głównymi amerykańskimi jednostkami bojowymi w Korei były 2. i 7 Dywizja Piechoty, I Korpus i 8 Armia. 2 Dywizja Piechoty dysponowała 3 Brygadą obsadzającą odcinek 29,8 km Koreańskiej Strefy Zdemilitaryzowanej zasadniczo na północ od Seulu po obu stronach Panmundżomu, z dziewięcioma Dywizjami Armii Republiki Korei obsadzającymi pozostałe 212,8 km granicy. Wszystkie siły amerykańskie i południowokoreańskie znajdowały się pod zjednoczoną kontrolą operacyjną Dowództwa Narodów Zjednoczonych w Korei (którego szef był również dowódcą Sił Zbrojnych Stanów Zjednoczonych w Korei), generała Charlesa H. Bonesteela III. Obie dywizje armii amerykańskiej cierpiały na poważne braki kadrowe, ponieważ Wietnam wówczas miał pierwszeństwo w zakresie przedziału siły ludzkiej i sprzętu. Żołnierze byli wyposażeni w stare karabiny M14 zamiast nowoczesnych M16, a jedynymi dostępnymi czołgami były przestarzałe M48A2C napędzane benzyną, ponadto w Korei Południowej stacjonowało w sumie tylko 12 śmigłowców UH-1 Huey, co poważnie ograniczało możliwości patrolowania i ścigania wrogich infiltratorów. Żołnierze byli zazwyczaj poborowymi odbywającymi obowiązkową w tamtym czasie 13-miesięczną służbę zasadniczą, natomiast doświadczeni oficerowie i podoficerowie woleli służyć w Wietnamie niż w Korei. Dywizje Armii Republiki Korei były dobrze wyszkolone i wysoce zmotywowane, wielu oficerów i podoficerów było weteranami wojny koreańskiej, ale cały ich sprzęt pochodził z czasów tej wojny i był drastycznie przestarzały; ich standardowym karabinem pozostawał nadal M1 Garand zaprojektowany w czasie II wojny światowej.
Głównym celem operacyjnym dywizji amerykańskich i południowokoreańskich była obrona przed konwencjonalną inwazją ze strony Korei Północnej, powtórzeniem ataku z czerwca 1950 roku. Podczas gdy komuniści regularnie infiltrowali Południe w celu zbierania informacji wywiadowczych, wojna niekonwencjonalna nie była postrzegana jako szczególne zagrożenie, a żołnierze nie byli generalnie szkoleni ani wyposażeni do takich działań. W Korei Południowej w 1966 roku nie istniały żadne jednostki przeciwpartyzanckie ani milicje, a infiltratorów ścigała regularna armia południowokoreańska, policja i Koreańska Centralna Agencja Wywiadowcza bez jednolitego dowództwa.
W 1976 roku w odtajnionych protokołach ze spotkań zastępca sekretarza obrony USA William Clements powiedział Henry’emu Kissingerowi, że do tego momentu miało miejsce blisko 200 rajdów lub wtargnięć na terytorium Korei Północnej z Południa, choć nie dokonanych przez wojsko amerykańskie. Szczegóły tylko kilku z tych wydarzeń stały się publicznie znane, w tym rajdy sił południowokoreańskich w 1967 roku, które doprowadziły do sabotowania około 50 północnokoreańskich obiektów. Do 7700 południowokoreańskich żołnierzy i agentów zinfiltrowało Koreę Północną od zakończenia wojny koreańskiej do 1972 roku, szacunkowo aż 5300 z nich nigdy nie wróciło.
Siły lądowe były wspierane przez myśliwce bombardujące z 314 Dywizji Powietrznej US Air Force i Sił Powietrznych Republiki Korei. Morza wokół Korei znajdowały się pod kontrolą 7 Floty Stanów Zjednoczonych i Marynarki Wojennej Republiki Korei. Jednak podobnie jak w przypadku armii, to wojna w Wietnamie była w tamtym czasie głównym obszarem zaangażowania USAF i US Navy w rejonie Pacyfiku.

## Strategie obronne
Od października 1964 roku Koreańczycy z Północy zwiększyli infiltrację wywiadowców i propagandystów na Południu. Do października 1966 roku w starciach z północnokoreańskimi infiltratorami zginęło ponad 30 południowokoreańskich żołnierzy i co najmniej 10 cywilów; jednak nie doszło do podobnych starć w części strefy zdemilitaryzowanej kontrolowanej przez Amerykanów. W październiku 1966 roku Korea Południowa przeprowadziła atak odwetowy bez uzyskania zgody generała Bonesteela, co spowodowało napięcie między dowództwem USA, które chciało uniknąć naruszeń rozejmu, a Koreańczykami z Południa, którzy ponosili ciągłe straty.
Po pierwszym ataku Koreańskiej Armii Ludowej na siły amerykańskie w listopadzie 1966 roku Bonesteel utworzył grupę roboczą w celu przeanalizowania strategii Korei Północnej i opracowania kontrstrategii w celu jej pokonania. Uznając istniejące doktryny taktyczne armii USA za niemające zastosowania w sytuacji, w której się znaleźli, grupa robocza opracowała własną doktrynę w celu zaspokojenia swoich potrzeb operacyjnych. Określono trzy rodzaje nowych operacji: po pierwsze, w celu ochrony przed infiltracją przez strefę zdemilitaryzowaną; po drugie, podobny wysiłek sił morskich wzdłuż wybrzeży; a po trzecie, operacje przeciwpartyzanckie w głębi kraju. Wszystkie trzy rodzaje operacji musiały być prowadzone bez narażania konwencjonalnej obrony Korei Południowej lub eskalacji konfliktu ze starć o niskiej intensywności do pełnoskalowej wojny.

### Strefa zdemilitaryzowana

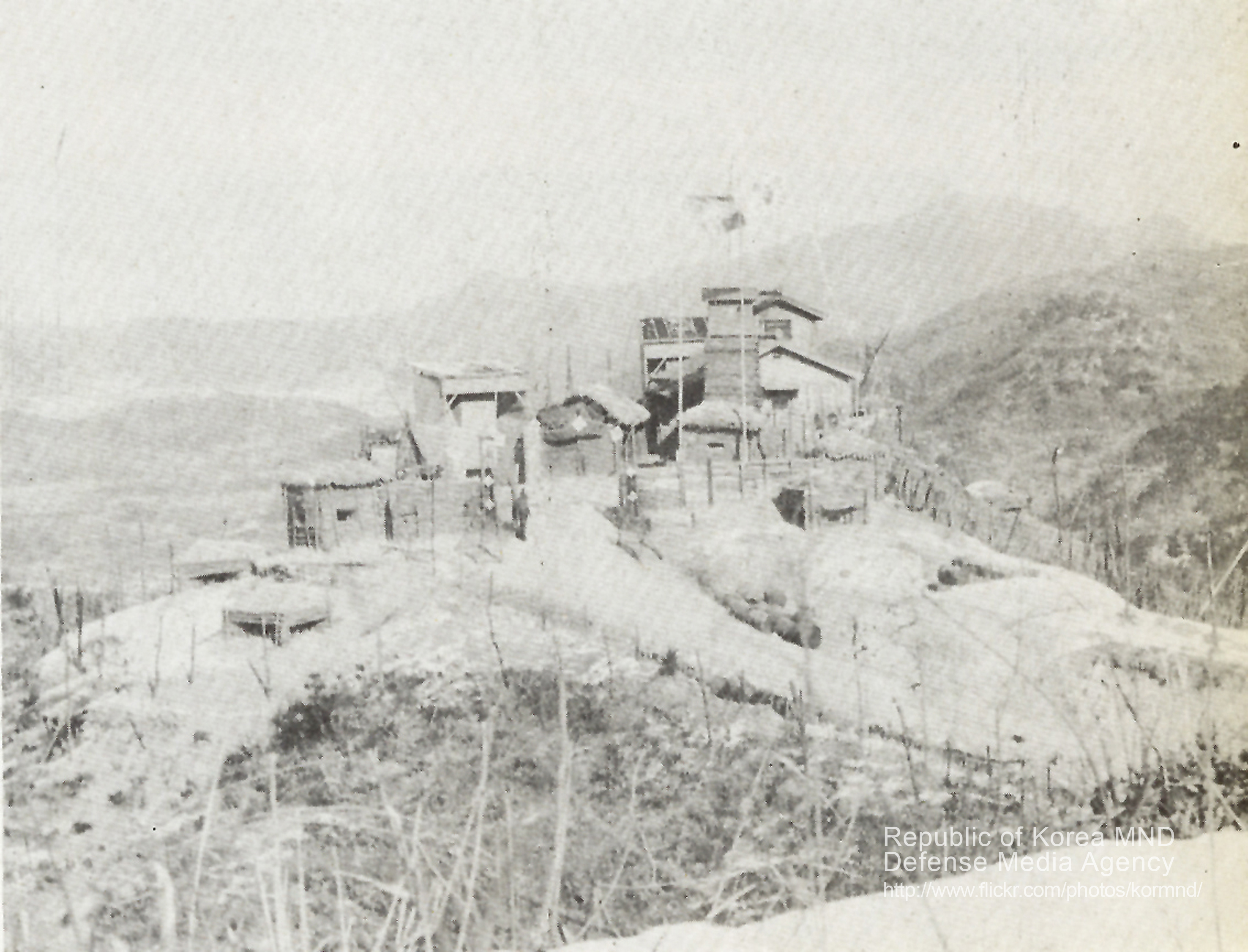
Południowokoreański posterunek strażniczy w strefie zdemilitaryzowanej

Począwszy od 1967 roku dowództwo ONZ opracowało warstwową obronę Koreańskiej Strefy Zdemilitaryzowanej. Rozejm ograniczył fortyfikacje w obrębie strefy, gdzie obrona ograniczała się do patroli i posterunków obserwacyjnych bez ciężkiej broni. Nakazano bardziej agresywne patrolowanie strefy zdemilitaryzowanej, patrole wychodziły na 24 godziny, przeprowadzały rozpoznanie w ciągu dnia i urządzały zasadzki w nocy; większość ofiar po stronie USA miała miejsce właśnie podczas tych patroli. Posterunki obserwacyjne były ufortyfikowane workami z piaskiem i karabinami maszynowymi, a działa bezodrzutowe były tam często ukryte, co stanowiło naruszenie warunków rozejmu. Bonesteel uzyskał 30 mln USD dofinansowania od U.S. Army Combat Developments Command na stworzenie testowej bariery wzdłuż części strefy zajmowanej przez amerykańską 2 Dywizję Piechoty i południowokoreańską 21 Dywizję Piechoty. Poza południową granicą strefy zdemilitaryzowanej nie obowiązywały już żadne ograniczenia obronne, a wojska inżynieryjne USA i Korei Południowej wspólnie zbudowały głęboką barierę składającą się z 3-metrowego ogrodzenia z siatki, zwieńczonego potrójnymi pasmami drutu koncertina i wzmocnionego przeplatanymi młodymi drzewami oraz stalowymi słupami, za którym biegła równolegle wąska, zgrabiona ścieżka z piasku, która miała uwidaczniać ślady stóp.
Za pasem piasku znajdowała się 120-metrowa pusta strefa śmierci, w której miny i drut kolczasty znajdowały się przed linią konwencjonalnych stanowisk obronnych złożonych z pokrywających się polem ostrzału karabinów maszynowych oraz moździerzy i artylerii.  W odstępach wzdłuż szlaku wybudowano wieże obserwacyjne, aby umożliwić dokładną obserwację otwartych obszarów. Na barierze testowano różne urządzenia elektroniczne i czujniki podobne do tych użytych na linii McNamary w Wietnamie, ale z wyjątkiem noktowizji były one w dużej mierze nieskuteczne. Bariera nie mogła zapobiec infiltracji (szacowano, że Koreańczycy z Północy byli w stanie przeciąć ogrodzenie w ciągu 30–40 sekund), bardziej miała za zadanie spowolnić ich ruch i zapewnić łatwą obserwację obszaru.
Za barierą znajdowały się siły szybkiego reagowania złożone z piechoty zmechanizowanej, czołgów i kawalerii pancernej, które miały polować na infiltratorów. Zasady prowadzenia walki zostały również złagodzone, aby umożliwić żołnierzom na pierwszej linii użycie artylerii i ognia moździerzowego przeciwko zidentyfikowanym oddziałom Koreańskiej Armii Ludowej w strefie zdemilitaryzowanej lub na południe od niej oraz przeciwko ostrzałowi z Północy, chociaż w praktyce stosowano te środki oszczędnie. W październiku 1967 roku wprowadzono nowy czteromiesięczny schemat rotacji, aby zapewnić, że każdy batalion będzie otrzymywał taki sam czas na obsadzanie i patrolowanie bariery. 7 Dywizja Piechoty wysyłała po jednym batalionie piechoty, aby wzmocnić 3 Brygadę 2 Dywizji, co zwiększyło obronę do czterech batalionów na linii plus siły szybkiego reagowania.
Korea Południowa przeprowadziła co najmniej trzy odwetowe rajdy transgraniczne pod koniec 1967 roku, wykorzystując do tego małe zespoły północnokoreańskich dezerterów. W rajdach tych zginęło 33 żołnierzy Koreańskiej Armii Ludowej.

### Koreańska linia brzegowa
Zapobiegnięcie infiltracji na morzu stanowiło niemożliwe do sprostania wyzwanie dla Dowództwa ONZ, któremu brakowało odpowiednich samolotów, statków, radarów i środków łączności. Marynarka Wojenna Republiki Korei posiadała tylko 72 statki do patrolowania ponad 7000 kilometrów nierównej linii brzegowej. Wzdłuż wybrzeży około 20 000 nieuzbrojonych strażników wybrzeża, czasami uzupełnianych przez rezerwistów armii, patrolowało plaże, a gdy odkrywali oznaki lądowania, zgłaszali je policji, a siły szybkiego reagowania były szybko przerzucenie w zagrożony obszar. Słaba komunikacja i brak śmigłowców sprawiały, że siły te rzadko jednak przybywały na czas, a infiltratorzy rozpraszali się po południowokoreańskim terytorium.

### Operacje przeciwpowstańcze
W latach 1966 i 1967 w Korei Południowej nie było skoordynowanego planu przeciwpowstańczego. Infiltracje były prowadzone ad hoc przez armię, policję, jednostki kontrwywiadu i wywiadu wojskowego, zwykle w zależności od oceny zagrożenia i tego, które jednostki akurat znajdowały się w pobliżu. Park niechętnie tworzył i uzbrajał cywilną milicję, ponieważ nie do końca wierzył w lojalność ludności wobec swojego rządu.
Gen. Bonesteel uważał, że przeciwdziałanie wewnętrznemu powstaniu jest całkowitą odpowiedzialnością rządu Korei Południowej. Chociaż zapewnił pewne wsparcie materialne, w tym swoje śmigłowce i kilka Zespołów A Sił Specjalnych z 1 Grupy Sił Specjalnych na Okinawie, aby szkolić Armię Republiki Korei i nowo utworzoną Policję Bojową w taktyce przeciwpowstańczej, ten odmówił wzięcia odpowiedzialności za operacje przeciw ewentualnemu powstaniu.
Pod koniec 1967 roku było jasne, że Koreańczycy z Północy próbowali rozwinąć pełnoskalową rebelię na Południu, tworząc twierdze w górach Taebaek i wokół góry Jiri-san. Park, w porozumieniu z Bonesteelem, opracował strategię przeciwdziałania rebelii w formie Dyrektywy prezydenckiej nr 18. Dyrektywa ustanowiła krajową radę koordynacyjną z jasnymi łańcuchami dowodzenia dla wszystkich klas incydentów, od obserwacji pojedynczych agentów po zamieszki na poziomie prowincji. Miało zostać utworzonych osiem (później dziesięć) nowych batalionów przeciwinfiltracyjnych Armii Republiki Korei, wraz z dalszą rozbudową Policji Bojowej.

## Styczeń 1968

### Rajd na Błękitny Dom

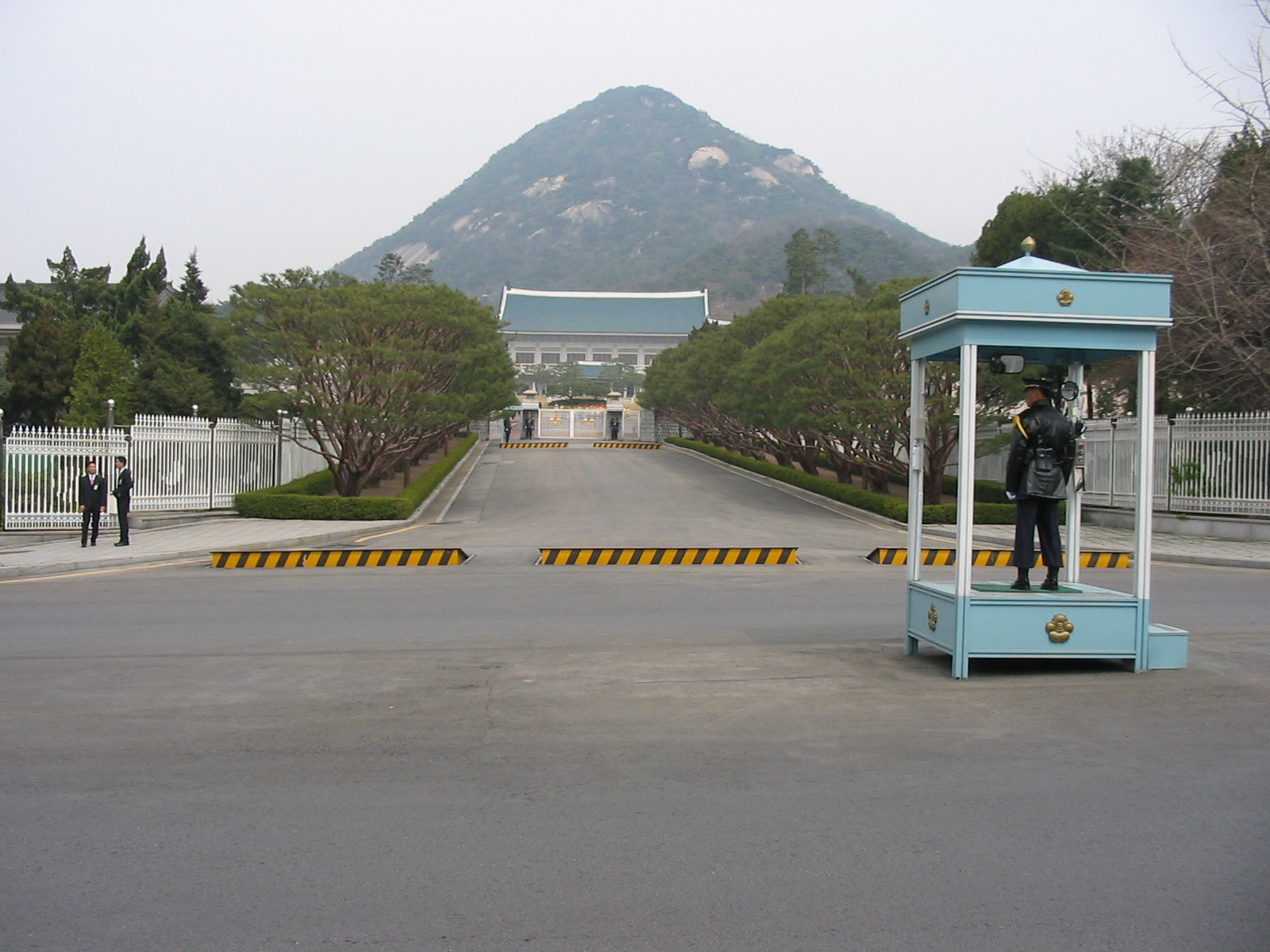
Błękitny Dom w Seulu służył jako biuro wykonawcze i oficjalna rezydencja prezydenta Korei Południowej

W nocy 17 stycznia 1968 roku 31 żołnierzy z Jednostki 124 przedostało się do sektora 2 Dywizji Piechoty w strefie zdemilitaryzowanej, przecinając ogrodzenie z siatki i przechodząc niezauważeni w odległości 30 m od obsadzonej pozycji amerykańskiej. Misją Jednostki 124, jak wyjaśnił im szef Biura Rozpoznania Koreańskiej Armii Ludowej gen. por. Kim Chung-tae, było „udać się do Seulu i ściąć głowę Parka Chung-hee”. Uważano, że zamordowanie prezydenta Parka wpędzi Południe w chaos, co spowoduje powstanie ludności Korei Południowej i walkę z siłami rządowymi oraz wojskiem amerykańskim, co doprowadzi do zjednoczenia Korei na warunkach Północny.
Po południu 19 stycznia Jednostka 124 napotkała czterech drwali, ale zamiast ich zabić, dowódca jednostki próbował przekonać ich do współdziałania, dzieląc się szczegółami nadchodzącego powstania i opisując osiągnięcia północnokoreańskiego komunizmu. Koreańczycy z Północy wypuścili drwali, oczywiście żądając, aby ci nie zawiadamiali władz. Drwale powiadomili jednak policję tak szybko, jak to możliwe, a w górę łańcucha dowodzenia został wysłany alert zgodnie z Dyrektywą prezydencką nr 18. Rano 20 stycznia policja i wojsko były w pełnej gotowości, ale nie znając celów Jednostki 124, próbowały chronić wszystkie ważne miejsca, a także drogi do Seulu.
Jednostka 124 wkroczyła do stolicy Korei Południowej w 2–3-osobowych grupach 20 stycznia i zauważając wzmożone środki bezpieczeństwa oraz podsłuchując komunikaty radiowe Armii Republiki Korei, opracowała nowy plan ataku. Przebrawszy się w mundury południowokoreańskiej 26 Dywizji Piechoty, infiltratorzy przemaszerowali ostatnie 2 km do Błękitnego Domu, udając żołnierzy powracających z patrolu przeciwpartyzanckiego. Po minięciu kilku jednostek wojska i policji, Jednostka 124 została zatrzymana zaledwie 100 m od Błękitnego Domu. Funkcjonariusze zaczęli przesłuchiwać podejrzanych żołnierzy, a gdy jeden z policjantów nabrał podejrzeń i wyciągnął pistolet, został zastrzelony przez członka Jednostki 124.
Doszło do strzelaniny, w której zginęło dwóch członków Jednostki 124. Armia Republiki Korei, policja i Armia USA rozpoczęły masowe polowanie, gdy pozostali żołnierze Jednostki 124 próbowali uciec na Północ i przekroczyć strefę zdemilitaryzowaną. W trakcie tych wysiłków 26 członków Jednostki 124 zostało zabitych, jeden pojmany (Kim Shin-jo), a dwóch zaginęło (przy czym przynajmniej jeden członek jednostki najwyraźniej przeżył i wrócił do Korei Północnej), podczas gdy zabitych zostało 26 Koreańczyków z Południa i czterech żołnierzy armii amerykańskiej.

### Incydent „Pueblo”
23 stycznia 1968 roku północnokoreańskie łodzie patrolowe działające pod osłoną myśliwców MiG-21 przejęły statek USS „Pueblo” (AGER-2) na wodach międzynarodowych na północny wschód od Wŏnsan, zabijając jednego członka załogi. Gen. Bonesteel nie wiedział o misji „Pueblo”, a 314 Dywizja Powietrzna nie miała odpowiednich samolotów, aby udzielić pomocy załodze. W momencie, gdy samolot szturmowy mógł zostać wysłany w ten rejon, „Pueblo” i jego pozostali 82 członkowie załogi przebywali już w niewoli w porcie Wŏnsan.

### Reakcje amerykańsko-południowokoreańskie
Zajęcie „Pueblo” było jednym z wielu kryzysów, z którymi musiała zmierzyć się administracja prezydenta Lyndona Johnsona w styczniu 1968 roku: w Wietnamie 21 stycznia rozpoczęła się bitwa o Khe Sanh. Johnson nakazał demonstrację siły, decydując o wysłaniu amerykańskich sił powietrznych i marynarki wojennej do Korei pod kryptonimami operacja Combat Fox (ponad 200 samolotów bojowych) i operacja Formation Star (sześć lotniskowców plus jednostki wsparcia), a także o częściowej mobilizacji rezerwistów po raz pierwszy od czasu kryzysu kubańskiego.
Pomimo tego wzmocnienia sił wojskowych Johnson chciał uniknąć eskalacji konfliktu w Korei i polecił Bonesteelowi rozpoczęcie negocjacji z Koreańczykami z Północy w sprawie powrotu załogi „Pueblo” za pośrednictwem Wojskowej Komisji Rozejmowej w Panmundżomie. Gdy dodatkowe siły były już rozmieszczane w Korei Południowej, w Wietnamie 30 stycznia 1968 roku rozpoczęła się ofensywa Tết. Johnson uważał, że atak na „Pueblo” i ofensywa Tết zostały skoordynowane w celu odciągnięcia zasobów USA od Wietnamu i zmuszenia Koreańczyków z Południa do wycofania swoich dwóch dywizji i brygady piechoty morskiej z Wietnamu Południowego.
W przeciwieństwie do Johnsona, Bonesteel nie widział takiego związku. Uważał, że rajd na Błękitny Dom został zaplanowany na najwyższych szczeblach władzy w Korei Północnej, podczas gdy zajęcie „Pueblo” wydawało się jedynie nadużyciem lokalnego dowódcy, a czas rozpoczęcia ofensywy Tết pomocny dla komunistów, ale przypadkowy. Nie widział też żadnej zmiany w swojej misji obrony Korei Południowej i zapobieżeniu eskalacji istniejącego konfliktu.
Koreańczycy z Południa widzieli to inaczej. Uznali oni rajd na Błękitny Dom i zajęcie „Pueblo” za oznaki poważnego zagrożenia ze strony Korei Północnej, z którym zarówno Republika Korei, jak i Stany Zjednoczone musiały się stanowczo uporać. Kiedy 6 lutego upubliczniono informacje o negocjacjach między Stanami Zjednoczonymi a Koreańczykami z Północy w Panmundżomie, administracja Parka oskarżyła Stany Zjednoczone o politykę ustępstw. Artykuły w gazetach i urzędnicy państwowi sugerowali, że jednostki południowokoreańskie walczące w Wietnamie Południowym powinny zostać wycofane, aby poradzić sobie z zagrożeniem ze strony Korei Północnej, podczas gdy doradcy namawiali Parka, aby ten „udał się na Północ” z Amerykanami lub bez nich. Park odmówił poważnych negocjacji ani z Bonesteelem, ani z ambasadorem Williamem J. Porterem. Wyglądało na to, że podział, który Kim Ir Sen miał nadzieję stworzyć pomiędzy Republiką Korei a Stanami Zjednoczonymi, stał się faktem.
10 lutego Cyrus Vance przybył do Seulu, aby negocjować z Parkiem w imieniu Johnsona. Vance spotkał się z Parkiem 11 lutego i przedstawił stanowisko administracji Johnsona: nie będzie większej wojny w Korei, wszelkie działania transgraniczne Południa będą podlegać zatwierdzeniu przez gen. Bonesteela, który sam będzie potrzebował zatwierdzenia od Johnsona, a Stany Zjednoczone będą negocjować w razie potrzeby, aby zapewnić uwolnienie załogi „Pueblo. Vance zaoferował Parkowi 100 mln USD natychmiastowej pomocy wojskowej (w tym myśliwce F-4D Phantom II) z większą ilością w przyszłości, pod warunkiem, że Park zgodzi się nie „iść na północ”. Cztery dni później Park zgodził się na warunki Vance’’a.

## Wdrażanie strategii amerykańskiej i południowokoreańskiej
Rajd na Błękitny Dom i incydent „Pueblo” służyły podniesieniu rangi konfliktu o niskiej intensywności toczącego się w Korei Południowej i ostatecznie przyniosły zasoby potrzebne do pełnego wdrożenia wspólnej strategii Stanów Zjednoczonych i Republiki Korei przeciwdziałania powstaniu na Południu.
Masowe rozmieszczenie amerykańskich okrętów wojennych i samolotów bojowych w ramach operacji Formation Star i Combat Fox miało na celu powstrzymanie dalszych wtargnięć na dużą skalę. Gdy bezpośrednie zagrożenie ustąpiło, amerykańska 7 Flota wycofała swoje okręty w połowie 1968 roku, podczas gdy Siły Powietrzne USA stopniowo zmniejszały siły rozmieszczone w ramach operacji Combat Fox w ciągu 16 kolejnych miesięcy.

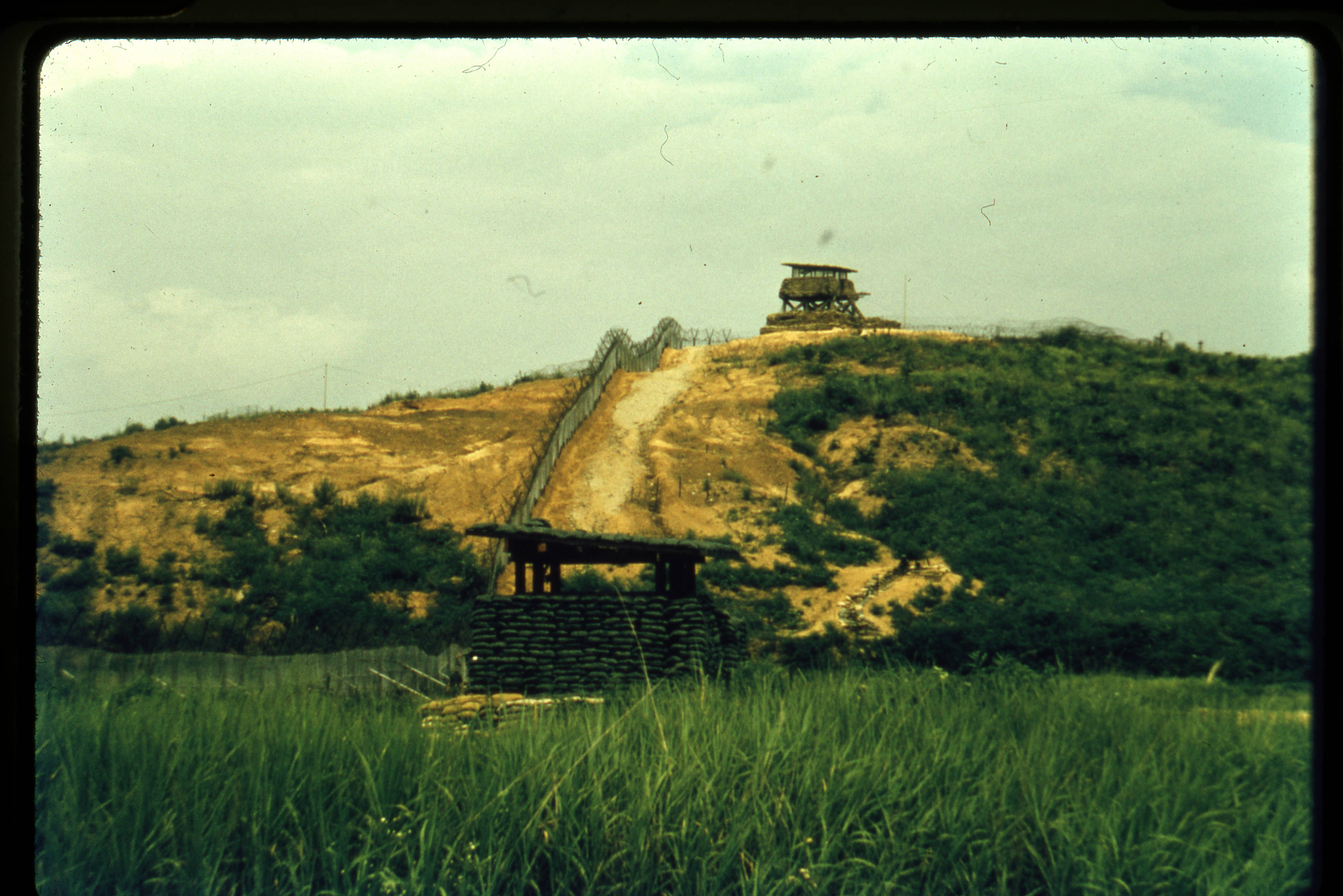
Ogrodzenie południowej granicy strefy zdemilitaryzowanej i wieże strażnicze, 14 sierpnia 1968 roku

1 kwietnia 1968 roku Departament Obrony na zalecenie Bonesteela ogłosił obszar od strefy zdemilitaryzowanej do rzeki Imjin strefą wrogiego ostrzału, co uprawniało żołnierzy stacjonujących w tym obszarze do pobierania wynagrodzenia za przebywanie w takiej strefie, a później także do przyznawania im Odznaki Bojowej Piechoty i Odznaki Medyka Bojowego wszystkim kwalifikującym się żołnierzom służącym na północ od rzeki Imjin. Ta zmiana oznaczała również, że Korea będzie teraz miała priorytet w przerzucie sił i środków, ustępujący jedynie Wietnamowi Południowemu. Oprócz 100 mln dolarów obiecanych Armii republiki Korei przez wysłannika Vance’a, Kongres przeznaczył również 230 mln USD na ulepszenie obiektów amerykańskich i południowokoreańskich oraz utrzymanie gotowości bojową w całej strefie zdemilitaryzowanej. Materiały warte 32 mln USD na budowę bariery i sprzęt komunikacyjny zostały przetransportowane drogą lotniczą do Korei Południowej, co pozwoliło na ukończenie ulepszonych umocnień wzdłuż całej strefy zdemilitaryzowanej do 30 lipca 1968 roku. 6. pluton lotniczy, który był w drodze do Wietnamu Południowego, został zamiast tego wysłany do Korei Południowej, a jego 12 Hueyów UH-1D zwiększyło liczbę dostępnych śmigłowców UH-1 ponad dwukrotnie, umożliwiając niektórym oddziałom pozostanie w gotowości z siłami szybkiego reagowania, podczas gdy inne prowadziły operacje przeciwinfiltracyjne. Kilka tysięcy dodatkowych żołnierzy zostało ponadto przydzielonych do 8 Armii, co złagodziło niedobory siły ludzkiej, podczas gdy program Imjin Scouts poprawił szkolenie w taktykach przeciwinfiltracyjnych. Rozmieszczono zespoły tropiące z psami, co pozwoliło na lepsze wykrywanie infiltratorów, a jednocześnie zakupiono kilkaset karabinów M16, co umożliwiło patrolom dorównać w sile ognia infiltratorom z Północy. Te ulepszenia doprowadziły do znaczącego wzrostu liczby wykrywanych i eliminowanych infiltratorów w 1968 roku.
Rajd na Błękitny Dom przekonał Parka do wprowadzenia jednej kluczowej zmiany w Dyrektywie prezydenckiej nr 18. W lutym 1968 roku nakazał utworzenie Narodowej Rezerwy Obrony Ojczyzny, publicznie zapowiedzianej w kwietniu. W ciągu sześciu miesięcy zgłosiło się do niej ponad dwa miliony obywateli Korei Południowej, tworząc ponad 60 000 lokalnych plutonów i kompanii obronnych. Park nakazał również utworzenie 20 specjalnych miejscowości tuż na południe od strefy zdemilitaryzowanej, zamieszkałych wyłącznie przez uzbrojonych byłych żołnierzy i ich rodziny oraz wysłanie zespołów medyczno-edukacyjnych armii do odległych obszarów, szczególnie w rejonach gór Taebaek i Jiri.

## Lądowanie w Ulchin – Samcheok
Chociaż w 1968 roku penetracja strefy zdemilitaryzowanej stawała się coraz trudniejsza, linia brzegowa Korei Południowej, pomimo pewnych ulepszeń w zakresie możliwości marynarki wojennej Korei, pozostawała podatna na infiltrację.

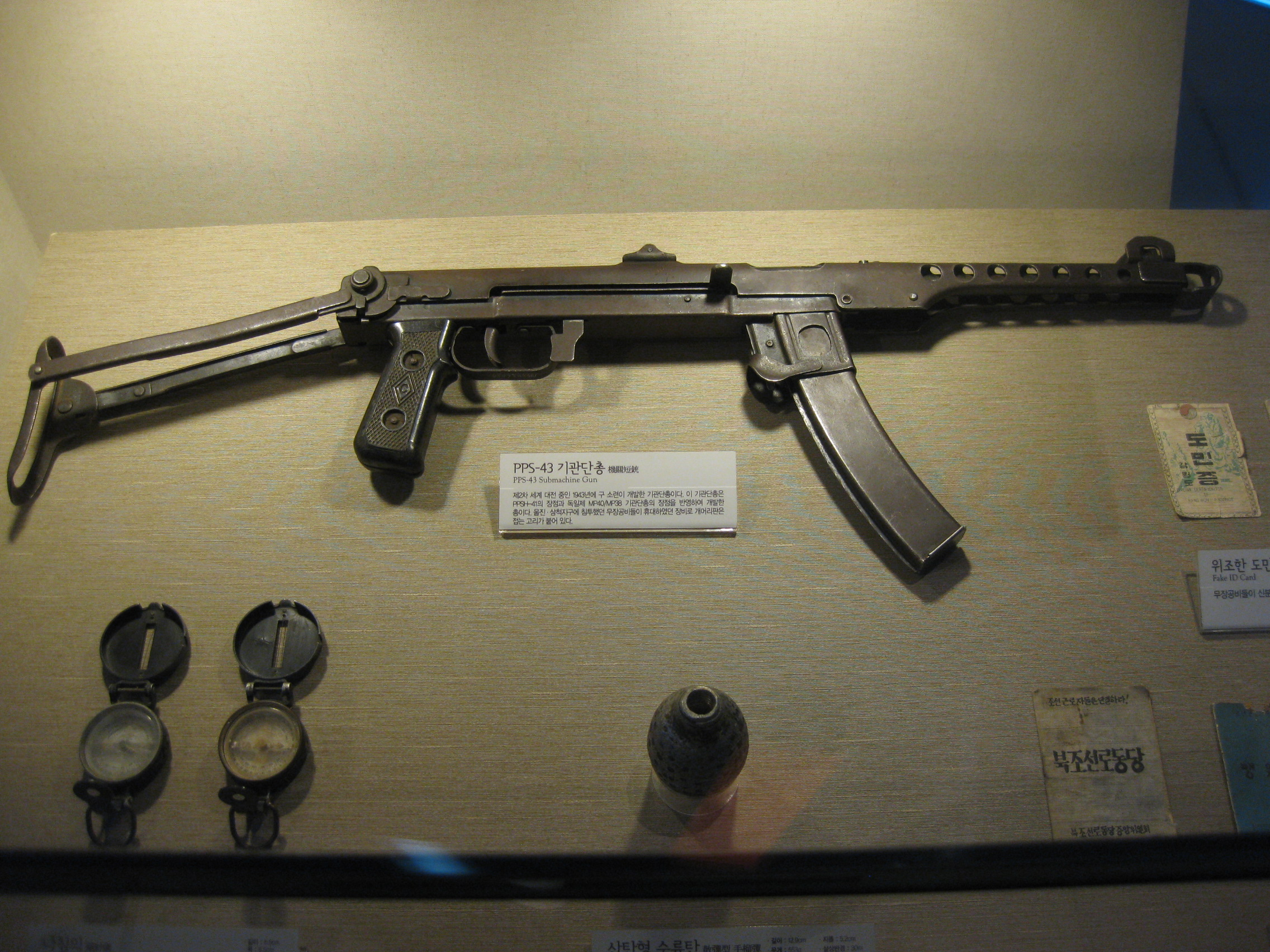
Zdobyty na dywersantach pistolet maszynowy PPS, kompasy, granat i fałszywe dowody osobiste z lądowania w Ulchin – Samcheok w muzeum przy Pomniku Wojny w Seulu

W nocy 30 października 1968 roku 120 żołnierzy z Jednostki 124 wylądowało w ośmiu różnych miejscach pomiędzy Ulchin i Samcheok w prowincji Gangwon, po czym ruszyli w głąb lądu na 30-dniową misję tworzenia baz partyzanckich w górach Taebaek. Rano 31 października weszli do kilku wiosek i zaczęli indoktrynować ich mieszkańców, z których kilku uciekło, aby zaalarmować władze. Siły południowokoreańskie wkrótce przybyły na ten obszar na pokładzie Hueyów UH-1 z 6. plutonu lotniczego i niektórych nowych UH-1 dostarczonych Armii Republiki Korei w ramach programu pomocy wojskowej. W obławie wzięła udział 36 Dywizja Piechoty Narodowej Rezerwy Obrony Ojczyzny, elementy dwóch innych dywizji, batalion Korpusu Piechoty Morskiej Republiki Korei, kompanie Policji Bojowej, Grupa Sił Specjalnych Republiki Korei i tysiące rezerwistów. W ciągu dwóch tygodni większość infiltratorów została zabita. 9 grudnia kilku komandosów zamordowało 9-letniego Lee Seung-boka i trzech innych członków jego rodziny w ich domu na odległym północnym zboczu góry Gyebang. Do czasu, gdy Park zawiesił operację 26 grudnia, 110 Koreańczyków z Północy zostało zabitych, a siedmiu pojmanych za cenę śmierci 40 żołnierzy regularnej armii, policji i milicji oraz 23 cywilów.

## Zmiany w strategii Korei Północnej
Pod koniec 1968 roku stało się jasne, że pomimo dwóch lat niekonwencjonalnych operacji Korei Północnej nie udało się wywołać powstania na Południu, stosunki na linii USA – Republika Korei były silniejsze niż kiedykolwiek, a Park umocnił swoją legitymację wśród narodu. Pod koniec grudnia Kim Ir Sen usunął wyższych oficerów odpowiedzialnych za kampanię niekonwencjonalnych działań wojskowych, oskarżając ich o nieprawidłowe wdrożenie linii partii. Minister obrony Korei Północnej, generał Kim Chongbong i przewodniczący Biura Politycznego Koreańskiej Armii Ludowej, generał Ho Pong-haek zostali straceni, podczas gdy szef Sztabu Generalnego, szef Biura Rozpoznania, dowódca północnokoreańskiej marynarki wojennej i dowódcy trzech korpusów na linii frontu otrzymali wyroki wieloletniego więzienia. Jednostki 124 i 283 zostały rozwiązane, a zasoby do prowadzenia działań specjalnych zostały wyraźnie podporządkowane konwencjonalnym operacjom wojskowym. Koreańska Armia Ludowa została zreformowana poprzez ustanowienie systemu komisarzy politycznych we wszystkich jednostkach aż do poziomu kompanii, aby zapewnić kontrolę partii nad całą działalnością wojska. Pomimo zmiany strategii Korea Północna kontynuowała infiltrację, najwyraźniej jako osłonę podczas przeprowadzania czystek i restrukturyzacji.
Dowództwo ONZ początkowo nie doceniło zmian w strategii przeciwnika, uważając, że redukcja działań infiltracyjnych była spowodowana skutecznymi działaniami ONZ, a nie porzuceniem przez Pjongjang jego nieudanej strategii; ograniczone źródła wywiadowcze i nieliczne opublikowane przemówienia Kim Ir Sena dały niewiele wskazówek co do zmiany polityki Partii Pracy Korei. W połowie marca w Korei Południowej rozpoczęły się ćwiczenia sił połączonych o kryptonimie Focus Retina, które zostały potępione przez Północ jako próba generalna przed inwazją, a regularni żołnierze Koreańskiej Armii Ludowej rozpoczęli serię ataków i infiltracji przeciwko pozycjom 2 Dywizji Piechoty w strefie zdemilitaryzowanej, które trwały do połowy maja.
15 kwietnia 1969 roku (w dniu urodzin Kim Ir Sena) dwa północnokoreańskie myśliwce zestrzeliły samolot USAF EC-121M Warning Star podczas misji zwiadowczej 167 km od wschodniego wybrzeża Korei Północnej, zabijając wszystkich 31 członków załogi. Prezydent Richard Nixon i doradca ds. bezpieczeństwa narodowego Henry Kissinger rozważali odwetowy atak lotniczy lub eskortę powietrzną związaną ze skargą dyplomatyczną przy stole rozejmowym, obaj początkowo opowiadali się za atakiem lotniczym, ponieważ na siłę należy odpowiedzieć siłą. Doradcy Nixona sprzeciwili się jednak atakowi lotniczemu, obawiając się, że może to wywołać wojnę na pełną skalę, podczas gdy Stany Zjednoczone były już zaangażowane w Wietnamie, a w tym punkcie widzenia wspierali ich gen. Bonesteel i ambasador Porter. 18 kwietnia Nixon ogłosił, że przyszłe loty zwiadowcze będą miały eskortę myśliwców (tak było do końca 1968 roku, kiedy to zdecydowano, że napięcia na półwyspie Koreańskim osłabły) i złożono protest do Koreańczyków z Północy w Panmundżom, który został przyjęty bez komentarza. Od 19 do 26 kwietnia Task Force 71 7 Floty (w tym cztery lotniskowce i ich eskorty) prowadziła operacje u wschodnich wybrzeży Korei Północnej jako pokaz siły.

## Wygaśnięcie konfliktu
Do maja 1969 roku poziom intensywności konfliktu znacznie spadł. Nadal dochodziło do odosobnionych incydentów, szczególnie w kontrolowanych przez wojska południowokoreańskie sektorach strefy zdemilitaryzowanej, ale stało się jasne, że Północ porzuciła swoje nadzieje na wywołanie powstania na Południu. Jakościowe przemiany w Armii Republiki Korei oznaczały ponadto, że Stany Zjednoczone mogły zacząć rozważać zmniejszenie swojej obecności wojskowej w Korei Południowej. 25 lipca 1969 roku Nixon ogłosił swoją doktrynę, zgodnie z którą Stany Zjednoczone odtąd oczekiwały od swoich sojuszników obrony za pomocą wyłącznie wsparcia sił powietrznych i morskich USA (oraz parasola nuklearnego), ale bez wojsk lądowych USA.
Choć polityka ta była skierowana przede wszystkim wobec Wietnamu Południowego (wietnamizacja), miała ona również zastosowanie do Korei Południowej (jednak Nixon zapewnił Parka, że jego zobowiązanie wobec tego kraju pozostaje niezmienne). 1 października 1969 roku Bonesteel przekazał dowództwo nad siłami amerykańskimi w Korei generałowi Johnowi H. Michaelisowi. Jednym z pierwszych zadań Michaelisa było wynegocjowanie uwolnienia trzech żołnierzy amerykańskich schwytanych, gdy ich śmigłowiec OH-23 został zestrzelony po zabłądzeniu nad terytorium północnokoreańskim; ich uwolnienie 3 grudnia 1969 roku jest uważane za symboliczne zakończenie konfliktu.